# Jan Čapek
Jan Čapek (* zweite Hälfte des 14. Jahrhunderts; † erste Hälfte des 15. Jahrhunderts) war ein böhmischer Schriftsteller und Geistlicher.
Zunächst war er Priester in Klatovy, nach dem Beginn der Hussitenkriege wurde er Mitbegründer der Taboriten und Mitglied der Bruderschaft von Tábor.

## Werke
- Dietky, Bohu zpievajme („Kinder, wir singen dem Gott“) – Lied
- Ktož jsú boží bojovníci („Wer sind des Gottes Kämpfer“) – Choral, niedergeschrieben im Konzional von Tábor
- Píseň o desateru božích přikázání („Lied von den Zehn Geboten“) – niedergeschrieben im Konzional von Tábor
- Píseň o modloslužení („Lied von Götzendienst“) – niedergeschrieben im Konzional von Tábor

| Personendaten    | Personendaten                   |
| ---------------- | ------------------------------- |
| NAME             | Čapek, Jan                      |
| ALTERNATIVNAMEN  | Capek, Jan                      |
| KURZBESCHREIBUNG | böhmischer Dichter und Priester |
| GEBURTSDATUM     | zwischen 1350 und 1400          |
| STERBEDATUM      | zwischen 1400 und 1450          |